# 1190-es évek
Évszázadok: 11. század · 12. század · 13. század
Évtizedek: 1140-es évek · 1150-es évek · 1160-as évek · 1170-es évek · 1180-as évek · 1190-es évek · 1200-as évek · 1210-es évek · 1220-as évek · 1230-as évek · 1240-es évek
Évek: 1190 · 1191 · 1192 · 1193 · 1194 · 1195 · 1196 · 1197 · 1198 · 1199

## Események
- 1191 – Bern svájci város alapítása

## Halálozások
- 1190. június 10. – Barbarossa Frigyes német uralkodó
- 1196. április 24. – III. Béla magyar király

## A világ vezetői
- III. Béla magyar király (Magyar Királyság) (1172–1196† )
- Imre magyar király (Magyar Királyság) (1196–1204† )